# Maggie Gyllenhaal
Maggie Gyllenhaal (přechýleně Maggie Gyllenhaalová, * 16. listopadu 1977, Los Angeles, Kalifornie, USA) je americká herečka, sestra herce Jaka Gyllenhaala.

## Život
Pochází z umělecké rodiny, její otec Stephen Gyllenhaal je filmový režisér, matka Naomi Fonerová pracuje jako scenáristka. Úspěšně vystudovala angličtinu na Kolumbijské univerzitě, herectví začala studovat na prestižní herecké škole, jíž je Královská univerzita dramatického umění v Londýně.
S hereckou prací začínala již v 15 letech v roce 1992 ve filmu svého otce Vodní země, zahrála si i v jeho dalších čtyřech filmech. V roce 2001 na sebe upozornila v sci-fi snímku Donnie Darko, kde si zahrála společně se svým bratrem Jakem.
První velký úspěch se dostavil v roce 2002, kdy hrála ve snímku Sekretářka, za který byla nominována na několik významných uměleckých cen, mimo jiné například na Zlatý glóbus.
V roce 2003 si zahrála po boku Julie Robertsové ve snímku Úsměv Mony Lisy. Následovaly další známé filmy, jako byl např. Temný rytíř z roku 2008.